# Кононівка (Старобільський район)
Кононі́вка — село в Україні, у  Біловодській селищній громаді Старобільського району Луганської області. Населення становить 437 осіб. До 2017 року орган місцевого самоврядування — Кононівська сільська рада.

## Географія
Селом протікає річка Журавка.

## Населення
За даними перепису 2001 року населення села становило 437 осіб, з них 92,91 % зазначили рідною мову українську, 6,86 % — російську, а 0,23 % — іншу.